# Fortis-Creek-Nationalpark
Der Fortis-Creek-Nationalpark ist ein Nationalpark im Nordosten des australischen Bundesstaates New South Wales, 520 km nördlich von Sydney und rund 30 km nördlich von Grafton.
Im Park findet sich ein Wald mit langsam wachsenden Bäumen, der viele vom Aussterben bedrohte Tier- und Pflanzenarten beherbergt. Die Besucher schätzen den alten Baumbestand, die Wanderwege durch den Wald und die Möglichkeiten, zu schwimmen und die Vögel zu beobachten. Im Park gibt es keine besonderen Einrichtungen für Besucher. Der Park ist in zwei nicht miteinander verbundene Bereiche aufgeteilt, jeweils nördlich und südlich des Fortis Creek, eines Nebenflusses des Clarence River. Im Nordosten schließt sich die Banyabba Nature Reserve, ein staatliches Schutzgebiet, an den Nationalpark an.
Der Wald besteht aus verschiedenen Eukalyptusarten, u. a. den als Bloodwood und Spotted Gum bezeichneten Artengruppen sowie dem als Grey Gum bezeichneten Eucalyptus punctata aber auch anderen Bäumen. Die Tierwelt bietet Koalas, Langflügelfledermäuse (Miniopterus schreibersii) und rötliche Fledermäuse (Pipistrellus subflavus).